# Simulium inermum
Simulium inermum är en tvåvingeart som beskrevs av Takaoka 2003. Simulium inermum ingår i släktet Simulium och familjen knott. Inga underarter finns listade i Catalogue of Life.